# Vaucourt
Vaucourt település Franciaországban, Meurthe-et-Moselle megyében. Lakosainak száma 62 fő (2022. január 1.). Vaucourt Lagarde, Emberménil és Xousse községekkel határos.

## Népesség
A település népessége az elmúlt években az alábbi módon változott:
| Lakosok száma | 100  | 78   | 81   | 70   | 71   | 69   | 63   | 60   | 59   | 62   |
|               | 1968 | 1982 | 1990 | 2006 | 2013 | 2015 | 2017 | 2019 | 2020 | 2022 |